# Phaenolobus maruyamensis
Phaenolobus maruyamensis là một loài tò vò trong họ Ichneumonidae.